# گراولر (آریزونا)
گراولر (به انگلیسی: Growler) یک منطقهٔ مسکونی در ایالات متحده آمریکا است که در آریزونا واقع شده‌است. گراولر ۹۸ متر بالاتر از سطح دریا واقع شده‌است.